# DOCUMENTARY of AKB48 to be continued 10年後、少女たちは今の自分に何を思うのだろう?
『DOCUMENTARY of AKB48 to be continued 10年後、少女たちは今の自分に何を思うのだろう?』（ドキュメンタリー オブ エーケービーフォーティエイト トゥ ビー コンティニュード じゅうねんご しょうじょたちはいまのじぶんになにをおもうのだろう?）は、2011年の日本のドキュメンタリー映画。日本の女性アイドルグループ・AKB48の2010年の1年間にスポットを当てたドキュメンタリー映画である。

## 概要
映画監督の岩井俊二が製作総指揮を担当し、オーディオドラマ『ラッセ・ハルストレムがうまく言えない』で、岩井の下で脚本家デビューした寒竹ゆりが、2009年の『天使の恋』に続く2作目の劇場用映画監督をしている。収録には1,000本以上ものテープが使用されたとのこと。
チームA、チームK、チームBの3チームのメンバーチェンジ、前田敦子から大島優子へのセンター交代劇があった『AKB48 17thシングル 選抜総選挙』、AKB48劇場5周年記念公演等といった激動に満ちた活動とその舞台裏に密着し、さらに前田敦子、大島優子、渡辺麻友、柏木由紀、高橋みなみら選抜メンバー計15人が率直に思いを語るインタビューで構成された。

## スタッフ
- 監督・編集：寒竹ゆり
- 製作総指揮：岩井俊二
- 企画：秋元康
- 製作：窪田康志（AKS）、新坂純一（東宝）、茂手木秀樹（NHKエンタープライズ）、岩井俊二
- プロデューサー：古澤佳寛、野上純一、高橋信一
- 主題歌：AKB48「少女たちよ」（You, Be Cool! / KING RECORDS）
- 撮影：神戸千木
- 取材：加藤肇、北川亜矢子
- 整音：久連石由文
- 企画・制作：ロックウェルアイズ
- 協力：KRK PRODUCE、東京フィルムセンター映画・俳優専門学校
- 製作：AKS、東宝、NHKエンタープライズ、ロックウェルアイズ
- 配給：東宝映像事業部、「DOCUMENTARY of AKB48」製作委員会